# 肖厝站
肖厝站是一个漳泉肖线上的铁路车站，位于福建省惠安县肖厝镇（今泉港区南埔鎮），建于1999年，目前为三等站，邮政编码为362113。目前不再办理客运业务，仅办理整车货物发到。